# 147-ма резервна дивізія (Третій Рейх)
147-ма резервна дивізія (Третій Рейх) (нім. 147. Reserve-Division) — резервна піхотна дивізія Вермахту, що входила до складу німецьких сухопутних військ у роки Другої світової війни.

## Історія
147-ма резервна дивізія була сформована 1 жовтня 1942 року в Аугсбурзі у VII військовому окрузі шляхом перейменування дивізії № 147, що була заснована у серпні 1939 року. Вона діяла в Україні до січня 1944 року, коли дивізія потрапила в оточення під Звягелем і після прориву з величезними втратами з оточення була перекинута на Східний фронт. Там дивізію дуже швидко знищили в боях проти Червоної армії через відсутність в її особового складу будь-якого бойового досвіду та підготовки. Ті, хто вижив, були переведені на доукомплектування 363-ї піхотної дивізії та 394-ї навчально-польової дивізії, що займала позиції дивізії в Україні.

## Райони бойових дій
- Німеччина (жовтень — травень 1943);
- Райхскомісаріат Україна (травень 1943 — січень 1944);
- Польща (січень 1944).

## Командування

### Командири
- генерал-лейтенант Рудольф Зінценіх (нім. Rudolf Sintzenich) (1 жовтня — 23 грудня 1942);
- генерал-лейтенант Пауль Мальманн (нім. Paul Mahlmann) (25 грудня 1942 — 1 серпня 1943);
- генерал-майор Пауль Гоффманн (нім. Paul Hoffmann) (1 — 17 серпня 1943);
- генерал-лейтенант Отто Маттершток (нім. Otto Matterstock) (17 серпня 1943 — 10 січня 1944).

### Підпорядкованість
| Час      | Корпус     | Армія | Група армій (округ)                    | Штаб                   |
| -------- | ---------- | ----- | -------------------------------------- | ---------------------- |
| 1942     |            |       |                                        |                        |
| 1 жовтня | LXII рез.к |       | Командування військ вермахту в Україні | Звягель/Київ/Коростень |
| 1943     |            |       |                                        |                        |
| 1 січня  | LXII рез.к |       | Командування військ вермахту в Україні | Звягель/Київ/Коростень |
| 1944     |            |       |                                        |                        |
| 1 січня  |            | 4 ТА  | Група армій «Південь»                  | Звягель                |

### Склад
| 1943                                   |
| -------------------------------------- |
| 212-й резервний гренадерський полк     |
| 268-й резервний гренадерський полк     |
| 68-й резервний піхотний батальйон      |
| 91-й резервний піхотний батальйон      |
| 316-й резервний піхотний батальйон     |
| 320-й резервний піхотний батальйон     |
| 423-й резервний піхотний батальйон     |
| 468-й резервний піхотний батальйон     |
| 488-й резервний піхотний батальйон     |
| 27-й резервний артилерійський дивізіон |
| 1048-ма протитанкова рота              |
| 27-й резервний інженерний батальйон    |
| 947-ме дивізійне управління тилу       |